# Месје 76
Месје 76 (М76) је планетарна маглина у сазвежђу Персеј која се налази у Месјеовом каталогу објеката дубоког неба.
Деклинација објекта је + 51° 34' 17" а ректасцензија 1h 42m 18,1s. Привидна величина (магнитуда) објекта М76 износи 10,1 а фотографска магнитуда 12,2. М76 је још познат и под ознакама NGC 650 PK 130-10.1, CS=17., Little Dumbbell (SW).